# Chanceaux-près-Loches
Chanceaux-près-Loches è un comune francese di 148 abitanti situato nel dipartimento dell'Indre e Loira nella regione del Centro-Valle della Loira.

## Società

### Evoluzione demografica
Abitanti censiti